# Reinhard Nowak
Reinhard Nowak (né le 28 avril 1964 à Munich) est un humoriste et acteur autrichien.

## Biographie
Reinhard Nowak commence sa carrière d'humoriste dans la troupe Schlabarett. De 1985 à 1991, il joue aux côtés d'Alfred Dorfer, Roland Düringer et Andrea Händler. En 1996, il commence une carrière solo, fait partie de l'ensemble du cabaret Simpl et collabore avec d'autres artistes.

## Filmographie
Cinéma
- 1992 : Muttertag
- 1995 : Schnellschuß
- 1995 : Freispiel
- 1996 : Autsch!!!
- 1997 : Qualtingers Wien
- 1997 : Hinterholz 8
- 1998 : Das Siegel
- 1999 : Fink fährt ab (de)
- 1999 : Wanted
- 2001 : Komm, süßer Tod
- 2002 : Poppitz
- 2003 : MA2412 - Die Staatsdiener
- 2004 : Antares
- 2006 : Jenseits
- 2013 : Adam
- 2017 : Siebzehn (Seventeen) : Paulas Vater

Télévision
- 1992–1999 : Kaisermühlen Blues (de)
- 1996 : Schwarzfahrer
- 1996 : Stockinger - Spuren in den Tod
- 2001- 2002 : Dolce Vita & Co
- 1995–1997 : Die kranken Schwestern
- 1998–2002 : MA 2412 - épisodes 2 et 24
- 2007 : Die liebe Familie (de)
- 2007 : tschuschen:power (de), deux épisodes
- 2007 : Quatuor pour une enquête - Zugeschüttet
- 2009-2012 : Die Lottosieger (de)

## Source de la traduction
- (de) Cet article est partiellement ou en totalité issu de l’article de Wikipédia en allemand intitulé « Reinhard Nowak » (voir la liste des auteurs).